# François Duval (homme politique)
Pour les articles homonymes, voir Duval et François Duval.
François Duval, né le 10 août 1903 au Vauclin et mort le 28 juin 1984 à Fort-de-France, est un notaire et homme politique français.

## Biographie

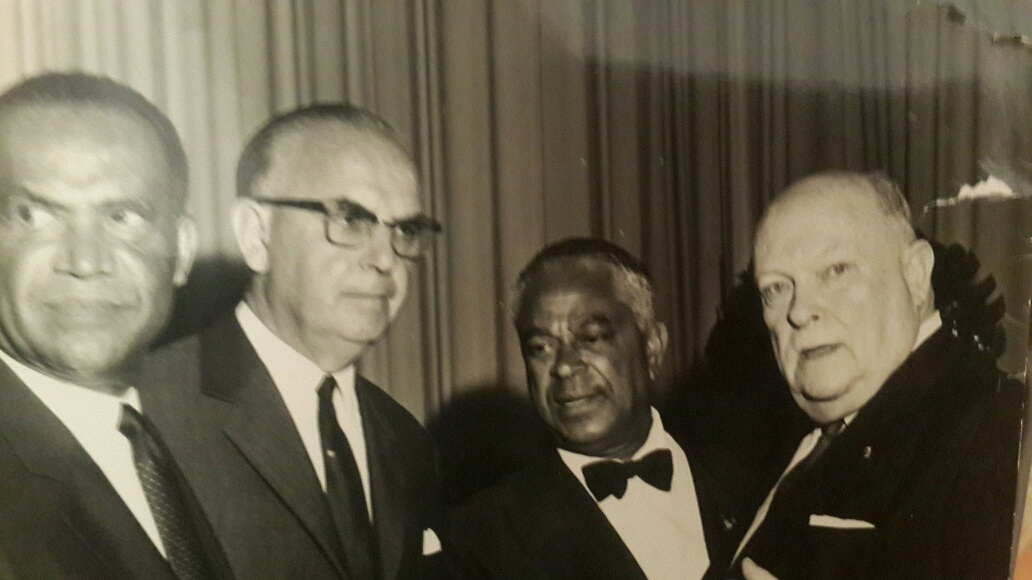
Francois Duval avec Gaston Monnerville.

François Duval est contremaître à la distillerie du Simon au François — l'usine ferme en 1965 — puis clerc de notaire et enfin notaire dans une étude du François.
Après la guerre, il est une personnalité politique importante de la SFIO en Martinique et devient conseiller général du canton de Saint-Esprit en 1945. Trois ans plus tard, il est élu à la présidence du conseil général et le demeure jusqu'en 1953. Entre-temps, il quitte le canton de Saint-Esprit pour celui du François (1949-1951) puis celui de Case-Pilote-Bellefontaine (1951-1958).
Il devient maire du François en 1956 et conserve ce mandat jusqu'en mars 1971.
Il est réélu conseiller général du canton du François en 1958 et président de l'assemblée départementale pour la seconde fois en 1964.
Déçu par la gauche locale, il rompt avec le parti socialiste en 1968 pour adhérer à l'UDR, mouvement gaulliste. La même année, il embrasse une carrière politique nationale en devenant sénateur de la Martinique. Il ne se représente pas en 1977.
François Duval meurt à Fort-de-France le 28 juin 1984.

## Parcours politique
Mandats parlementaires
- 1968 - 1977 : Sénateur de la Martinique
- 1972 - 1976 : Parlementaire européen[1]

Mandats locaux
- 1945 - 1949 : Conseiller général du canton de Saint-Esprit
- 1948 - 1953 : Président du conseil général de la Martinique
- 1949 - 1951 : Conseiller général du canton du François
- 1951 - 1958 : Conseiller général du canton de Case-Pilote-Bellefontaine
- 1956 - 1971 : Maire du François
- 1958 - 1976 : Conseiller général du canton du François
- 1964 - 1970 : Président du conseil général de la Martinique

## Parcours professionnel

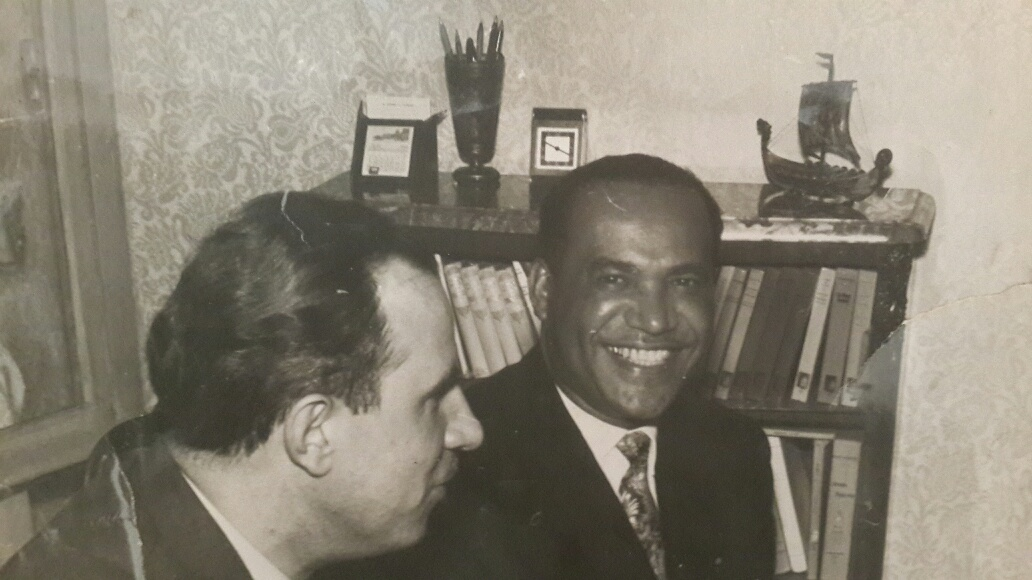
François Duval.

Notaire au François, il est le successeur de maître André Capoul, lui aussi notaire et ancien maire de la commune.
Il est par ailleurs le fondateur de l'office notarial sis à Fort-de-France au 31 rue Moreau de Jonnes.
Père de Serge Duval, son dernier fils qui a repris l’étude notariale familiale avec ses frères Maurice et Henri, il en est actuellement le seul titulaire.

## Hommages et distinctions

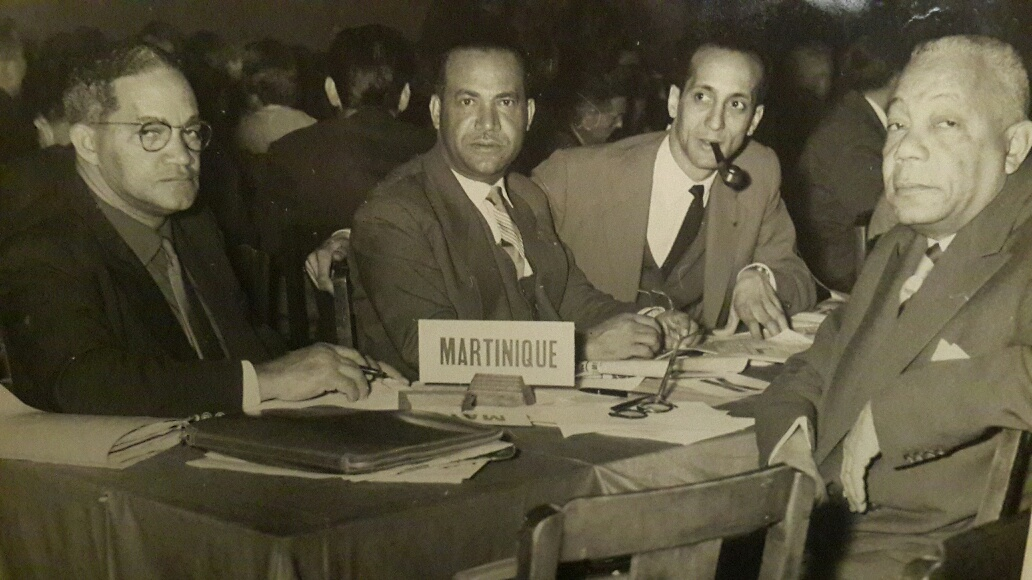
Francois Duval.

- En hommage à François Duval, l'école maternelle située dans le bourg du François porte son nom.
- Chevalier de la Légion d'honneur